# Emil Turček
Emil Turček (* 1. ledna 1952) je bývalý slovenský fotbalový útočník.

## Fotbalová kariéra
V československé lize hrál za Slavii Praha. Nastoupil ve 2 ligových utkáních. Gól v lize nedal. V nižší soutěži hrál za Baník Prievidza.

## Ligová bilance
| Ročník                                      | Zápasy | Góly | Minuty | Klub            |
| ------------------------------------------- | ------ | ---- | ------ | --------------- |
| 1. československá fotbalová liga 1976/77    | 2      | 0    | 48     | Slavia Praha    |
| 1. slovenská národní fotbalová liga 1981/82 | 28     | 4    | –      | Baník Prievidza |
| 1. slovenská národní fotbalová liga 1982/83 | 29     | 4    | –      | Baník Prievidza |
| 1. slovenská národní fotbalová liga 1983/84 | 26     | 2    | –      | Baník Prievidza |
| 1. slovenská národní fotbalová liga 1984/85 | 9      | 2    | –      | Baník Prievidza |
| CELKEM 1. liga                              | 2      | 0    | 48     |                 |